# روبرت لايتون
روبرت لايتون هو سياسي كندي، ولد في 25 ديسمبر 1925 في مونتريال في كندا، وتوفي بنفس المكان في 6 مايو 2002. نشط حزبياً في الحزب الكندي التقدمي المحافظ. وقد انتخب عضو مجلس العموم الكندي.